# 대한민국의 호텔 목록
대한민국의 호텔 목록이다. 2012년에는 대한민국에서 가장 높은 콘래드 서울 호텔이 완공되었다.

## 순위
본 목록은 완공되었거나, 상량식을 끝낸 호텔이다.
| 순위 | 이름                                      | 사진 | 도시                  | 높이 | 층수 | 완공 연도 | 비고                                                                      |
| ---- | ----------------------------------------- | ---- | --------------------- | ---- | ---- | --------- | ------------------------------------------------------------------------- |
| 1    | 콘래드 서울 호텔                          |      | 서울특별시 영등포구   | 200m | 37층 | 2012년    | 현재, 대한민국에서 가장 높은 호텔이다. 현재, 서울에서 가장 높은 호텔이다. |
| 2=   | 협성 마리나 G7 A동                        |      | 부산광역시 동구       | 199m | 61층 | 2021년    | [ 4 ] [ 5 ]                                                               |
| 2=   | 협성 마리나 G7 B동                        |      | 부산광역시 동구       | 199m | 61층 | 2021년    | [ 4 ] [ 6 ]                                                               |
| 4    | 더클래식500 A동                           |      | 서울특별시 광진구     | 196m | 50층 | 2008년    | [ 7 ] [ 8 ] [ 9 ]                                                         |
| 5    | 더클래식500 B동                           |      | 서울특별시 광진구     | 177m | 40층 | 2008년    | [ 10 ] [ 11 ] [ 12 ]                                                      |
| 6    | 롯데호텔 부산                             |      | 부산광역시 부산진구   | 173m | 43층 | 1997년    | [ 13 ] [ 14 ]                                                             |
| 7=   | 제주 드림타워 A동                         |      | 제주특별자치도 제주시 | 169m | 38층 | 2019년    | [ 15 ] [ 16 ] [ 17 ]                                                      |
| 7=   | 제주 드림타워 B동                         |      | 제주특별자치도 제주시 | 169m | 38층 | 2019년    | [ 18 ] [ 19 ] [ 20 ]                                                      |
| 9    | 비아이시티 호텔 & 오피스                  |      | 부산광역시 남구       | 165m | 49층 | 2018년    | [ 21 ] [ 22 ]                                                             |
| 10   | 조선팰리스 서울 강남                      |      | 서울특별시 강남구     | 158m | 39층 | 2020년    | [ 23 ]                                                                    |
| 11   | 해운대 라뮤에뜨                           |      | 부산광역시 해운대구   | 155m | 42층 | 2014년    | 레지던스 호텔이다.                                                        |
| 12=  | 서울드래곤시티 A동                        |      | 서울특별시 용산구     | 150m | 40층 | 2017년    | [ 26 ]                                                                    |
| 12=  | 파크 하얏트 부산                          |      | 부산광역시 해운대구   | 150m | 34층 | 2013년    | [ 27 ] [ 28 ]                                                             |
| 14   | JW 메리어트 호텔 서울                     |      | 서울특별시 서초구     | 144m | 33층 | 1999년    | [ 29 ]                                                                    |
| 15   | 나인트리 프리미어 로카우스 호텔 서울 용산 |      | 서울특별시 용산구     | 142m | 31층 | 2023년    | [ 30 ]                                                                    |
| 16   | 롯데호텔 서울                             |      | 서울특별시 중구       | 138m | 38층 | 1979년    | [ 31 ] [ 32 ]                                                             |
| 17   | 여의도 파크센터 호텔                      |      | 서울특별시 영등포구   | 134m | 35층 | 2007년    | [ 33 ]                                                                    |
| 18=  | KT송파타워 호텔동                         |      | 서울특별시 송파구     | 130m | 32층 | 2021년    | [ 34 ]                                                                    |
| 18=  | 한화리조트 해운대                         |      | 부산광역시 해운대구   | 130m | 32층 | 2000년    | [ 35 ] [ 36 ]                                                             |
| 20   | 머큐어앰배서더 울산                       |      | 울산광역시 북구       | 128m | 34층 | 2019년    | [ 37 ]                                                                    |
| 21   | 여의도 페어몬트 호텔                      |      | 서울특별시 영등포구   | 126m | 31층 | 2020년    | [ 38 ]                                                                    |
| 22   | 라비드아틀란호텔                          |      | 부산광역시 해운대구   | 124m | 32층 | 2019년    | [ 39 ]                                                                    |
| 23=  | 하워드존슨 청주호텔                       |      | 충청북도 청주시       | 122m | 32층 | 2017년    | [ 40 ]                                                                    |
| 23=  | 서울드래곤시티 B동                        |      | 서울특별시 용산구     | 122m | 31층 | 2017년    | [ 26 ]                                                                    |
| 23=  | 서울드래곤시티 C동                        |      | 서울특별시 용산구     | 122m | 31층 | 2017년    | [ 26 ]                                                                    |
| 23=  | 포포인츠 바이 쉐라톤 서울남산             |      | 서울특별시 용산구     | 122m | 31층 | 2015년    | [ 41 ]                                                                    |
| 27   | 오크우드 프리미어 코엑스센터              |      | 서울특별시 강남구     | 118m | 26층 | 2000년    | [ 42 ]                                                                    |
| 28   | 광명역 U플래닛 테이크호텔                 |      | 경기도 광명시         | 116m | 27층 | 2021년    | [ 43 ]                                                                    |
| 29=  | 윈덤 그랜드 부산                          |      | 부산광역시 서구       | 115m | 27층 | 2023년    | [ 44 ]                                                                    |
| 29=  | 롯데호텔월드                              |      | 서울특별시 송파구     | 115m | 32층 | 1989년    | [ 45 ]                                                                    |
| 31   | 인터컨티넨탈 서울 코엑스                  |      | 서울특별시 강남구     | 112m | 30층 | 1999년    | [ 46 ] [ 47 ]                                                             |
| 32=  | 롯데호텔 울산                             |      | 울산광역시 남구       | 110m | 24층 | 2002년    | [ 48 ]                                                                    |
| 32=  | 보광휘닉스파크 블루동                     |      | 강원특별자치도 평창군 | 110m | 26층 | 1995년    | [ 49 ]                                                                    |
| 34=  | 하이원 그랜드 호텔 메인타워               |      | 강원특별자치도 정선군 | 107m | 24층 | 2003년    | 강원랜드 호텔 & 카지노다.                                                 |
| 34=  | 하이원 그랜드 호텔 컨벤션타워             |      | 강원특별자치도 정선군 | 107m | 24층 | 2003년    | 강원랜드 컨벤션 호텔 & 카지노다.                                          |
| 36   | 그랜드 인터컨티넨탈 서울                  |      | 서울특별시 강남구     | 105m | 34층 | 1989년    | [ 51 ] [ 52 ]                                                             |
| 37   | 강원랜드                                  |      | 강원특별자치도 정선군 | 104m | 24층 | 2000년    | [ 53 ]                                                                    |
| 38   | 쉐라톤 그랜드 인천 호텔                   |      | 인천광역시 연수구     | 102m | 24층 | 2010년    | [ 54 ] [ 55 ]                                                             |
| 39=  | 소노캄 여수                               |      | 전라남도 여수시       | 101m | 26층 | 2012년    | [ 56 ]                                                                    |
| 39=  | 씨클라우드 호텔                           |      | 부산광역시 해운대구   | 101m | 30층 | 2006년    | [ 57 ]                                                                    |
| 41=  | 속초 아이파크 스위트 호텔                 |      | 강원특별자치도 속초시 | 100m | 27층 | 2023년    | [ 58 ]                                                                    |
| 41=  | 유탑 부티크호텔 & 레지던스                |      | 광주광역시 서구       | 100m | 31층 | 2020년    | [ 59 ]                                                                    |
| 41=  | 라발스 호텔                               |      | 부산광역시 영도구     | 100m | 28층 | 2019년    | [ 60 ]                                                                    |
| 41=  | 포 시즌스 호텔 서울                       |      | 서울특별시 종로구     | 100m | 26층 | 2015년    | [ 61 ]                                                                    |
| 41=  | 파크 하얏트 서울                          |      | 서울특별시 강남구     | 100m | 24층 | 2005년    | [ 62 ]                                                                    |

## 미완공 호텔

### 공사중인 호텔
공사가 진행중인 호텔 목록이다.
| 이름                                  | 도시                  | 높이 | 층수 | 완공 예정   | 비고   |
| ------------------------------------- | --------------------- | ---- | ---- | ----------- | ------ |
| 포레나 천안아산역 A동                 | 충청남도 아산시       | 251m | 70층 | 2027년 3월  | [ 63 ] |
| 앙사나 레지던스 여의도 서울           | 서울특별시 영등포구   | 249m | 57층 | 2026년 10월 | [ 64 ] |
| 롯데캐슬 드메르 A동                   | 부산광역시 동구       | 213m | 59층 | 2025년 9월  | [ 65 ] |
| 롯데캐슬 드메르 B동                   | 부산광역시 동구       | 213m | 59층 | 2025년 9월  | [ 65 ] |
| 뚝섬 부영호텔                         | 서울특별시 성동구     | 199m | 49층 | -           | [ 66 ] |
| 현대차 컨벤션 호텔                    | 서울특별시 강남구     | 193m | 35층 | 2026년      | [ 67 ] |
| 힐스테이트 청주 센트럴 생활형숙박시설 | 충청북도 청주시       | 185m | 49층 | 2025년 4월  | [ 68 ] |
| 인스케이프 양양 바이 파르나스         | 강원특별자치도 양양군 | 174m | 39층 | 2026년      | [ 69 ] |
| 호반써밋 A.DITION                     | 서울특별시 용산구     | 145m | 39층 | 2025년      | [ 70 ] |
| 울산 롯데캐슬 블루마리나 102동        | 울산광역시 북구       | 143m | 42층 | 2027년 6월  |        |
| 브라운스톤 양양                       | 강원특별자치도 양양군 | 107m | 34층 | 2025년      | [ 71 ] |
| 포레나 천안아산역 B동                 | 충청남도 아산시       | -    | 63층 | 2027년 3월  | [ 72 ] |
| 포레나 천안아산역 C동                 | 충청남도 아산시       | -    | 57층 | 2027년 3월  | [ 73 ] |
| 울산 롯데캐슬 블루마리나 101동        | 울산광역시 북구       | -    | 40층 | 2027년 6월  |        |
| 울산 롯데캐슬 블루마리나 103동        | 울산광역시 북구       | -    | 36층 | 2027년 6월  |        |
| 롯데캐슬 이스트폴 호텔                | 서울특별시 광진구     | -    | 35층 | 2024년      | [ 74 ] |
| 뷰티크팰리스 호텔                     | 부산광역시 해운대구   | -    | 35층 | -           | [ 75 ] |
| 플럼바고 양양                         | 강원특별자치도 양양군 | -    | 34층 | 2025년      | [ 76 ] |
| 울산 롯데캐슬 블루마리나 콘도타워     | 울산광역시 북구       | -    | -    | 2027년 6월  |        |

### 계획중인 호텔
계획이 진행중인 호텔 목록이다.
| 이름                         | 도시                  | 높이 | 층수 | 완공 예정 | 비고                      |
| ---------------------------- | --------------------- | ---- | ---- | --------- | ------------------------- |
| 리버사이드호텔               | 서울특별시 서초구     | 280m | 47층 | 2028년    | 2025년에 착공할 예정이다. |
| 노량진 복합리조트            | 서울특별시 영등포구   | 225m | 52층 | -         |                           |
| 양양 낙산 더뷰 컨시어지 호텔 | 강원특별자치도 양양군 | 160m | 47층 | 2027년    |                           |
| 노량진 호텔                  | 서울특별시 영등포구   | 156m | 41층 | -         |                           |
| 남산 힐튼호텔 재개발 1       | 서울특별시 중구       | 143m | 32층 | -         |                           |
| 남산 힐튼호텔 재개발 2       | 서울특별시 중구       | 143m | 32층 | -         |                           |
| 서초 롯데타운 호텔           | 서울특별시 서초구     | 108m | 22층 | -         |                           |
| 부천영상문화단지 호텔        | 경기도 부천시         | -    | 70층 | -         |                           |
| 해운대 그랜드 호텔 재건축    | 부산광역시 해운대구   | -    | 49층 | -         |                           |
| 르피에드 청담                | 서울특별시 강남구     | -    | 48층 | -         |                           |

### 취소된 호텔
취소된 호텔 목록이다.
| 이름                                | 도시              | 높이 | 층수  | 비고                                                                         |
| ----------------------------------- | ----------------- | ---- | ----- | ---------------------------------------------------------------------------- |
| 롯데월드 2 호텔                     | 서울특별시 송파구 | 555m | 112층 |                                                                              |
| 고급호텔 & 호텔 레지던스            | 서울특별시 용산구 | 385m | 62층  | 6성급 호텔이다. 외국에는 블럭 H라고 표기한다.                                |
| 아쿠아 폴리스                       | 경상남도 거제시   | 120m | 40층  |                                                                              |
| 광주신세계 특급호텔 & 면세점 (가칭) | 광주광역시 서구   | 100m | 25층  | 광주광역시와 광주신세계 간의 MOU체결로 진행되는 사업이다. 사실상 무산되었다. |

## 같이 보기
- 초고층 호텔 목록
- 마천루 목록
- 대한민국의 마천루 목록